# Geranium rivulare
Geranium rivulare là một loài thực vật có hoa trong họ Mỏ hạc. Loài này được Vill. mô tả khoa học đầu tiên năm 1779.

## Hình ảnh

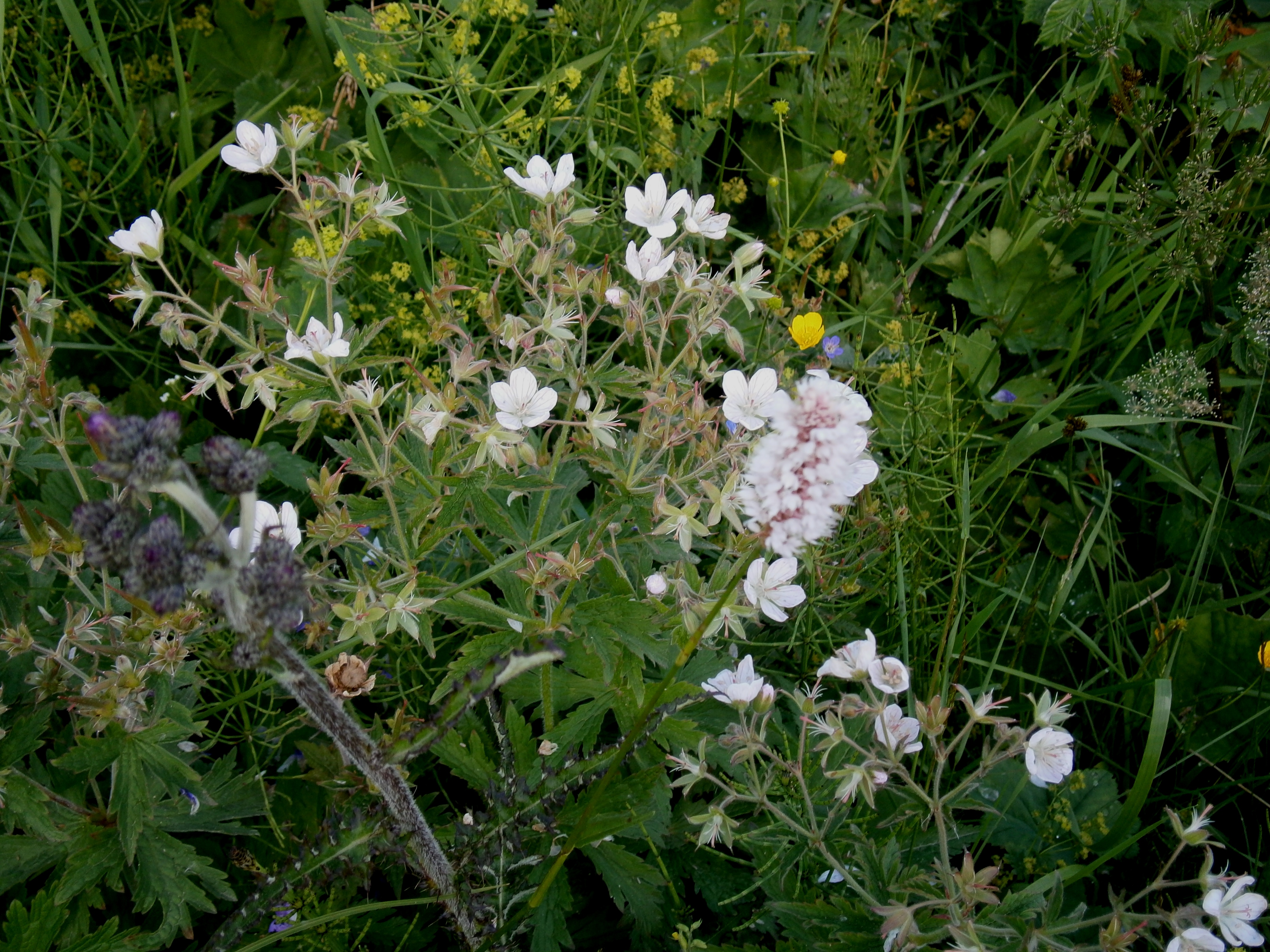
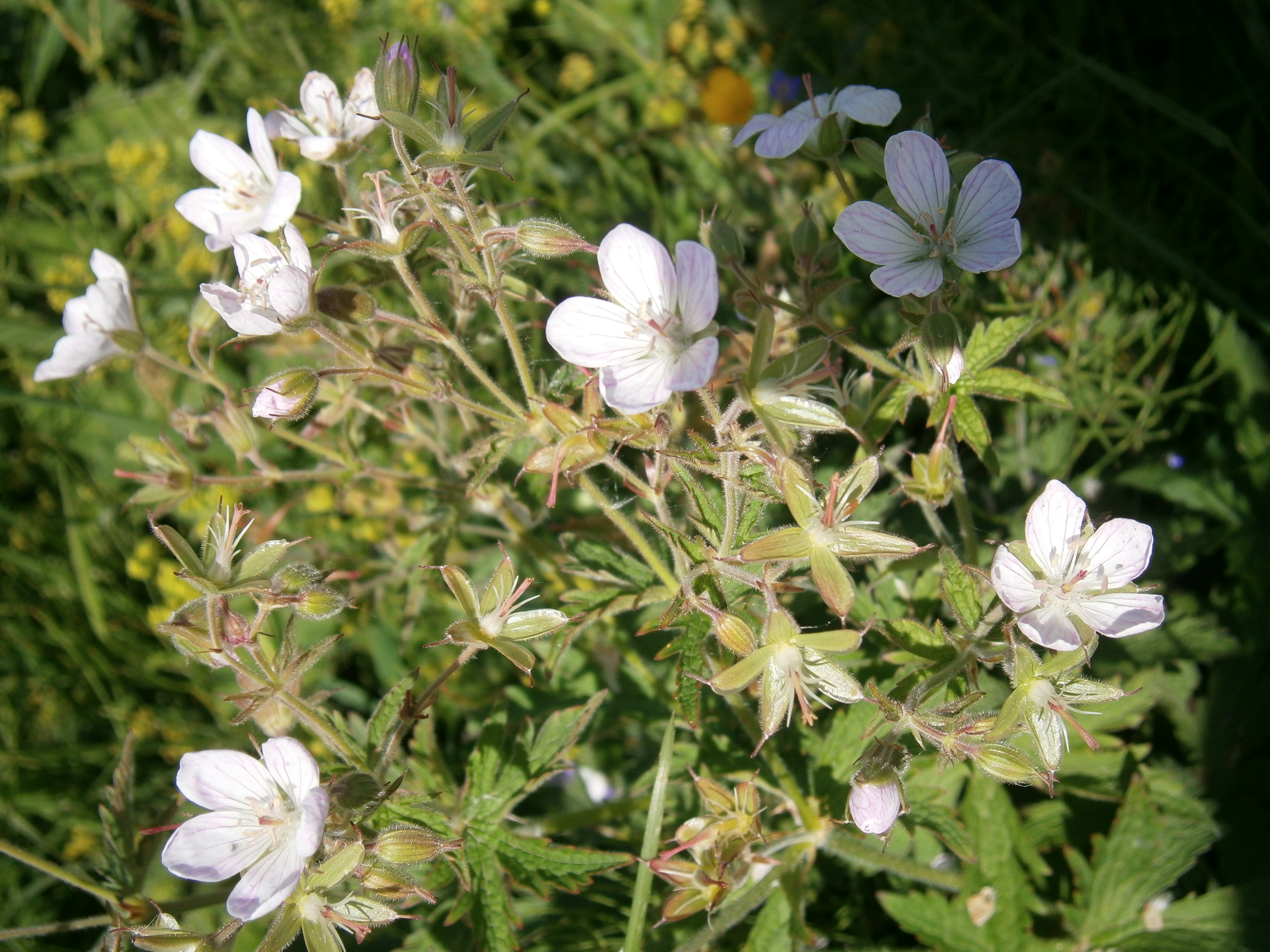
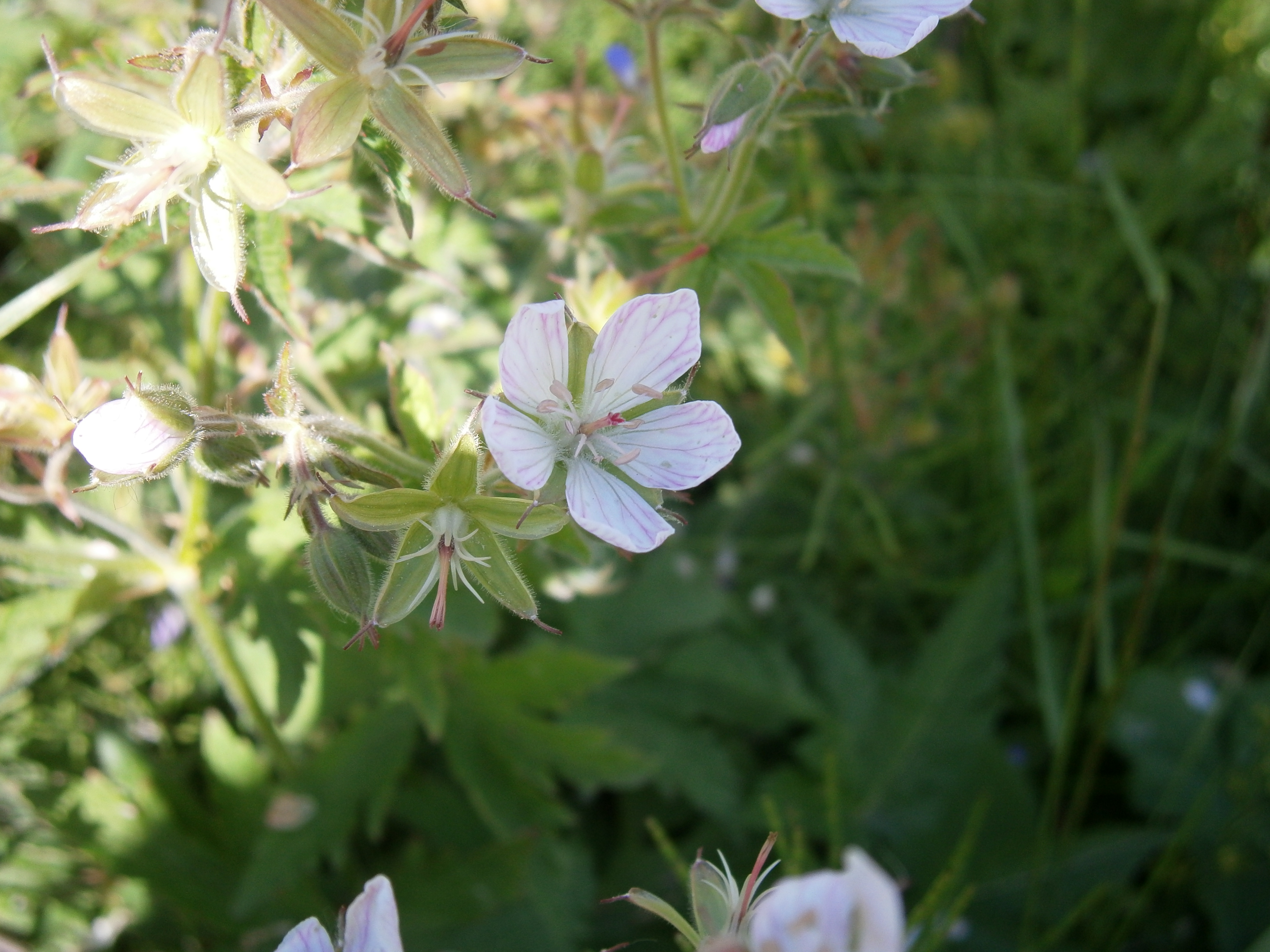